# بوریس لاسکین
بوریس لاسکین فیلمنامه‌نویس، شاعر، نویسنده و نمایشنامه نویس اهل کشور اتحاد جماهیر شوروی بود.

## آثار (فیلمنامه‌نویس)
- بختیار (فیلم ۱۹۵۵)
- شب کارناوال (فیلم ۱۹۵۶)
- دختری با گیتار (فیلم ۱۹۵۸)